# Villa Rustica (Pforzheim)
Die Villa Rustica (Pforzheim) war ein römischer Gutshof, der sich im Kanzlerwald im Pforzheimer Stadtwald Hagenschieß befand. Sie gilt als eine der besterhaltenen römischen Anlagen in Baden.

## Lage
Der römische Gutshof lag etwa 2 km östlich der antiken Civitas Portus, dem heutigen Pforzheim. Die Mauerreste liegen in einem seit dem Spätmittelalter bewaldeten Gebiet, das möglicherweise schon seit dem Limesfall bewaldet war. Dieser Umstand erklärt den guten Erhaltungszustand der Ruinen. Der Hof lag in einer Hochebene, die sich nordwestlich zum Enztal absenkt und südwestlich und nordöstlich von zwei tief eingeschnittenen Bachläufen begrenzt wird. Südöstlich setzt sich die Hochebene fort. Ungefähr ein Kilometer südöstlich des Hofes verlief die römische Fernstraße, die das Legionslager Straßburg mit dem Kastell Stuttgart-Bad Cannstatt verband, und zu der eine Straßenverbindung bestand.

## Grabungsgeschichte
Erstmals untersucht wurde der Gutshof 1832 vom Oberforstrat Arnsperger. Julius Naeher erstellte 1879 den ersten Grundrissplan, den er 1883 publizierte. Um der fortschreitenden Zerstörung der Mauerreste zuvor zu kommen, wurde 1882 von dem „Großherzöglichen Konservator der Altertümer“ eine Bestandsaufnahme der Reste des Gutshofes in Auftrag gegeben, die von Direktor Waag und dem Architekten Koch durchgeführt wurden. Sie erweiterten auch den Grundrissplan Naehers. Zwischen 1966 und 1975 wurde der Gutshof vom Landesdenkmalamt ausführlich untersucht und restauriert. Die sichtbaren Grundmauern wurden mit einer schützenden Mörtelschicht abgedeckt. Seither ist die Anlage öffentlich zugänglich. Ein Modell davon ist in Pforzheim, im Archäologischen Schauplatz Kappelhof zu sehen.

## Beschreibung

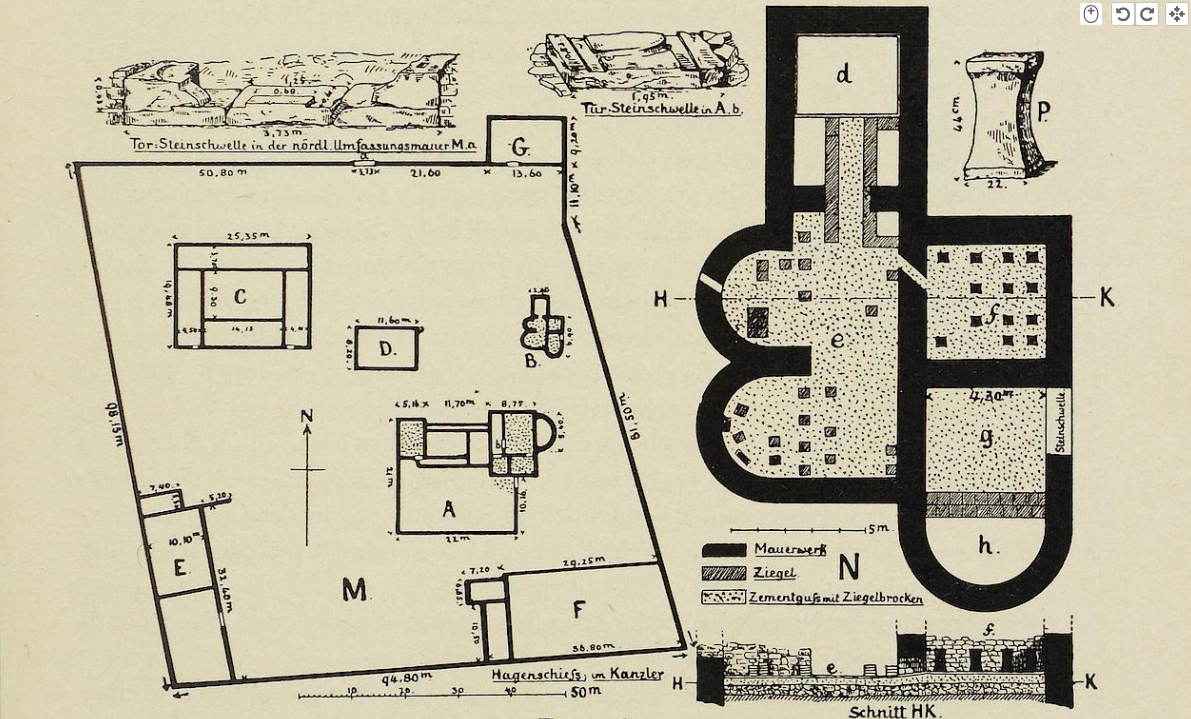
Grundriss des römischen Gutshofs in Pforzheim-Hagenschieß und Grundriss des Badehauses. A) Hauptgebäude, B) Badegebäude, C) Gesindewohnhaus; (d) Heizraum, (e) Warmbad, (f) Warmluftraum, (g) Kaltlbad, (h) Kaltwasserbecken.

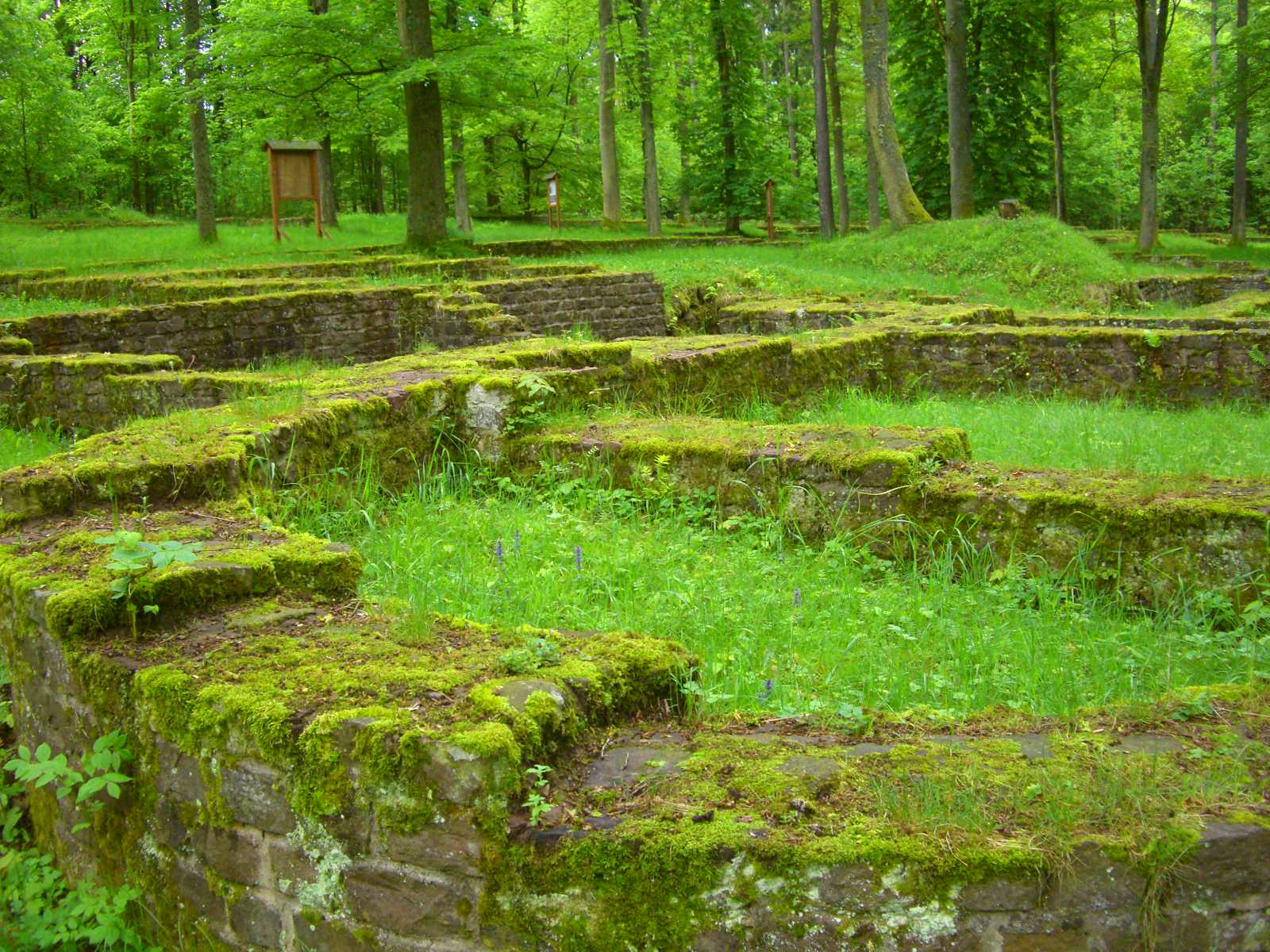
Ein Teil der freigelegten Grundmauern

Die ausgegrabenen Überreste des Gutshofes stammen aus der 1. Hälfte des zweiten Jahrhunderts. Um die Jahre 260 n. Chr., als der Limes von den Alamannen überrannt wurde (Limesfall), wurde der Gutshof aufgeben.
Eine mit einer Seitenlänge von etwa 100 × 100 m leicht nach Westen rautenförmig verschobene Umfassungsmauer umschließt verschiedene Gebäude und einen Brunnen. Die Mauer hatte an ihrer Basis eine Breite von 60 cm. An der Nordseite befand sich eine 3,73 m breite Toröffnung, deren Bodenschwellen noch vorhanden sind. Direkt gegenüber an der Südseite der Mauer befand sich eine ebensolche, sorgfältig konzipierte Toranlage. Sämtliche Gebäude waren aus Buntsandstein gemauert, der hangabwärts zur Enz sowie in den Seitentälern ansteht. Die Mauersteine waren mit Kalkmörtel verfugt. Die Wände waren wie üblich mit weißem Kaltmörtel verputzt und mit rot ausgemalten Rillen verziert.
Neben dem Hauptgebäude konnten zwei Gebäude klar identifiziert werden:
- Badegebäude: Es verfügt über eine klare Aufteilung. Über eine Schwelle betritt der Besucher das Kaltbad (frigidarium), in dem das Kaltwasserbecken (piscina) in der nach Süden gehenden Rundnische untergebracht war. Über einen kleinen quadratischen Warmluftraum (tepidarium), eine Art Windfang, wird das geräumige Warmbad (caldarium) betreten. Die Bäder befanden sich in den zwei nach Westen ausgerichteten Rundnischen. Die Befeuerung der Luftheizung erfolgte vom nördlichsten Raum aus. Die heiße Luft erreichte das Warmbad und den Warmluftraum durch Luftkanäle.[7]
- Gesindewohnhaus und Wagenremise: Der zentrale Hauptbau dieses Gebäudes war wahrscheinlich zweigeschossig ausgeführt (belegt durch die stärkeren Innenmauern), während die peripheren Nebenräume eher mit niedrigeren Pultdächern an das Hauptgebäude angelehnt waren. Diese Nebenräume wurde wahrscheinlich erst in einer späteren Bauphase an den älteren Zentralbau angebaut. Die beiden Seitenräume mit ihrem unausgeglichenen Boden waren wahrscheinlich Wagenremisen, während die an den Längsseiten verlaufenden Räume als Lagerräume benutzt wurden (Fund von Gebrauchsgefäßen, Metallgegenständen und Tierknochen).[7]

Die anderen Gebäude des Gutshofes sind Nebengebäude, deren Verwendung bisher nicht zugeordnet werden konnte.

## Bildergalerie

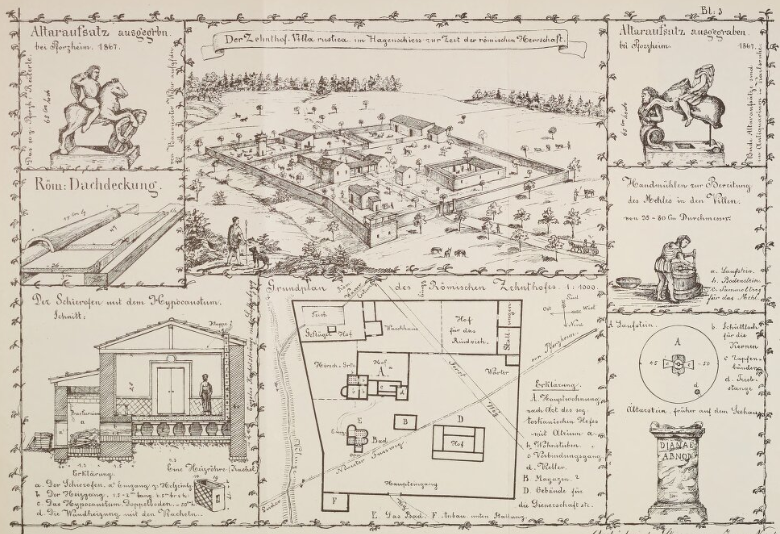
Darstellung der Villa Rustica in Pforzheim-Hagenschieß (Julius Naeher, 1884)
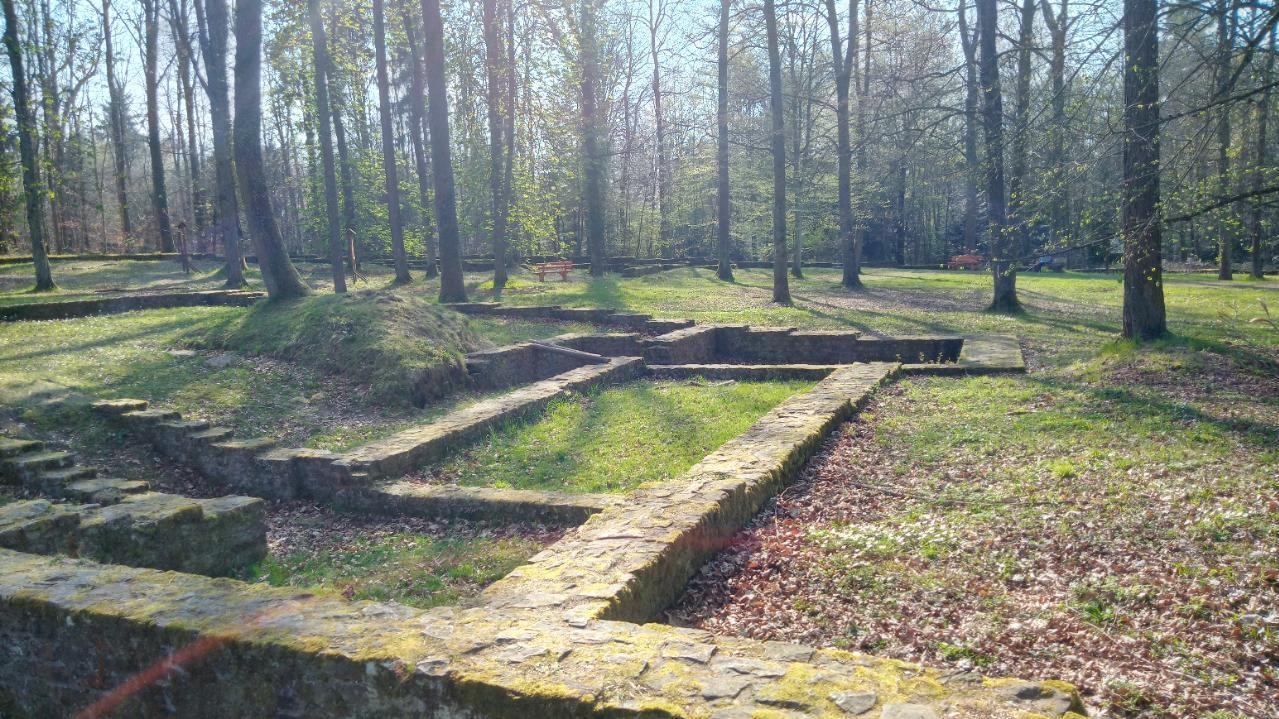
Mauerreste des Hauptgebäudes
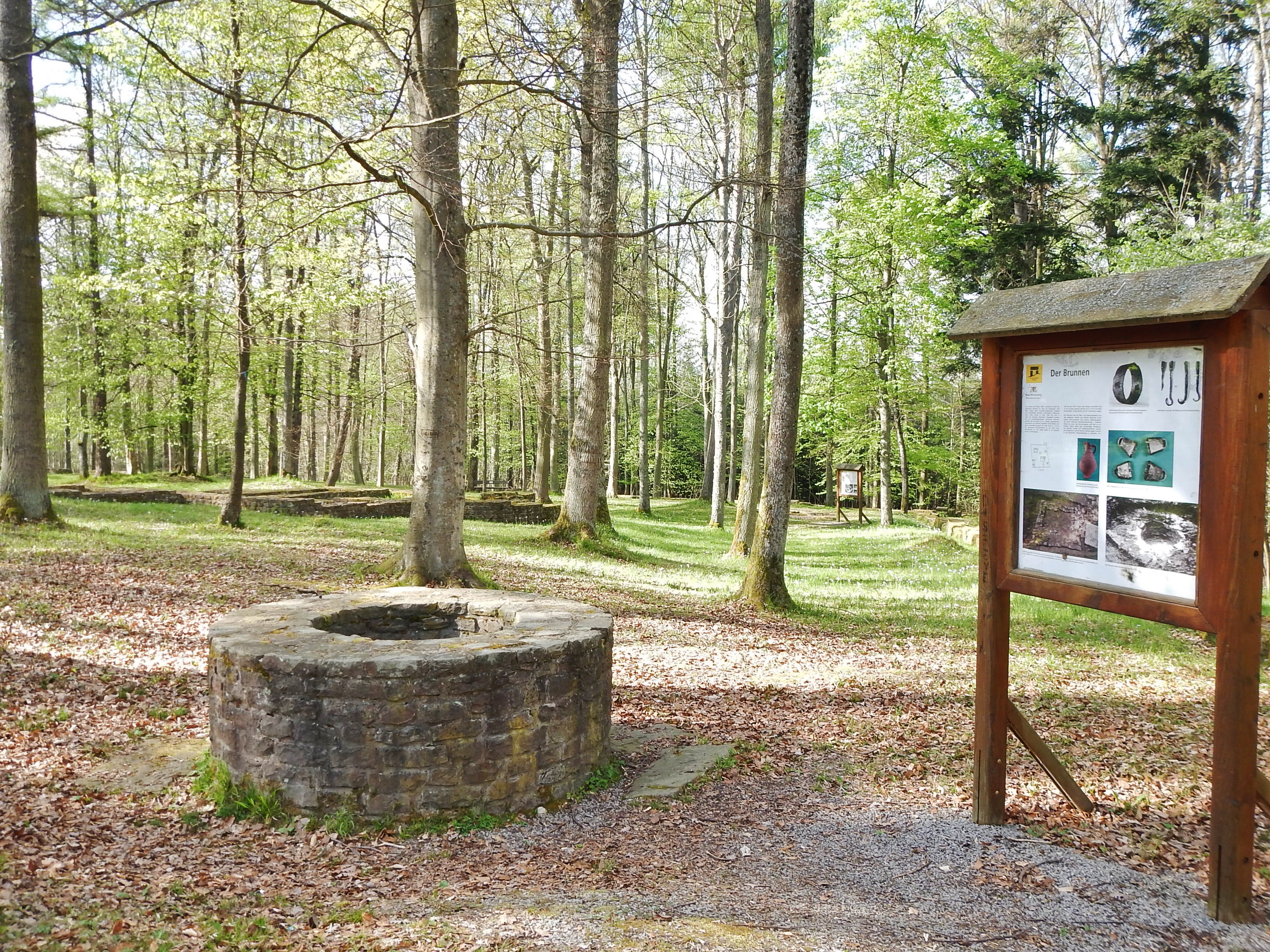
Brunnen in der südöstlichen Ecke des Gutshofes
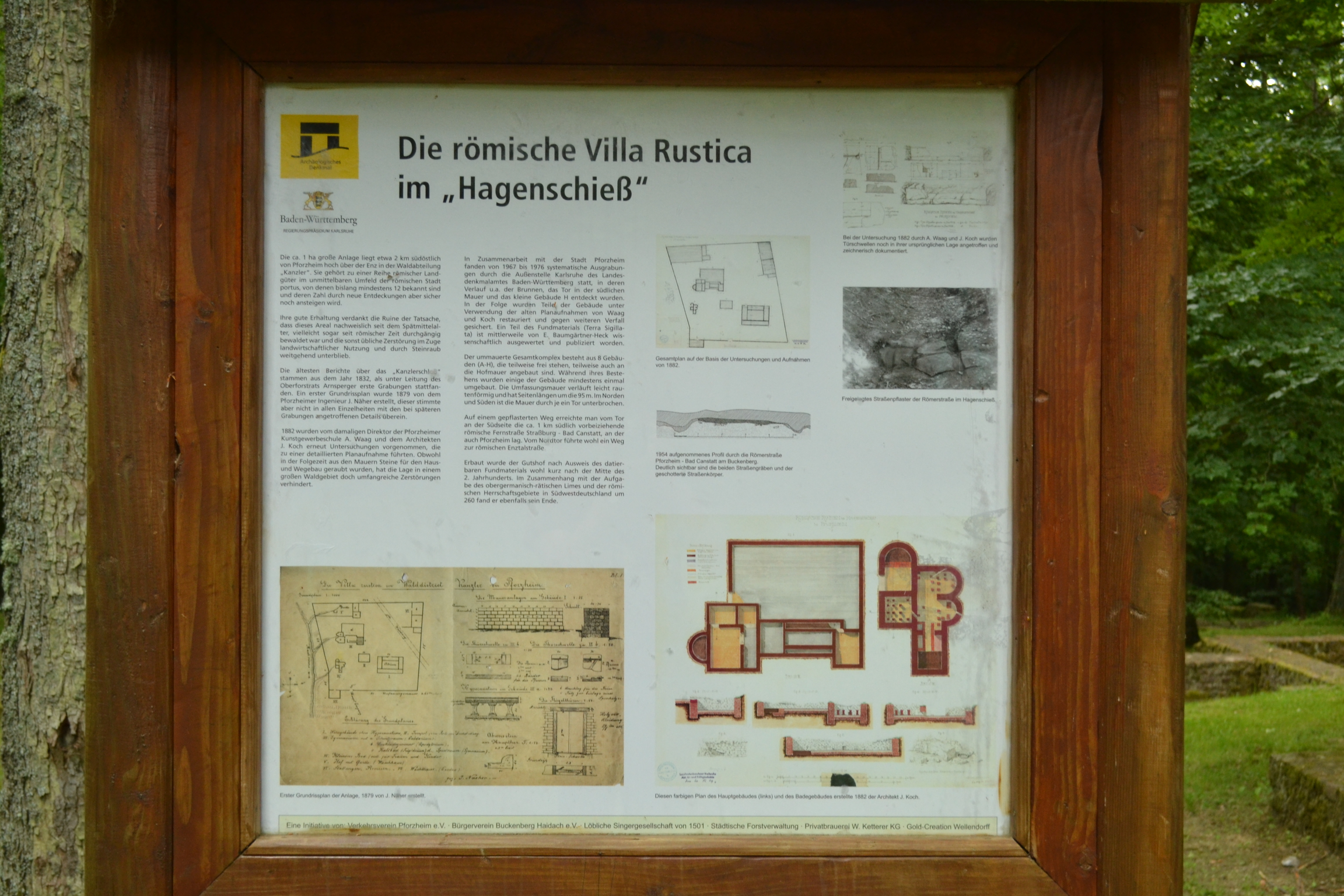
Bildtafel des Hauptgebäudes